# The Do-Over Damsel Conquers the Dragon Emperor
The Do-Over Damsel Conquers the Dragon Emperor (やり直し令嬢は竜帝陛下を攻略中, Yarinaoshi Reijō wa Ryūtei Heika o Kōryaku-chū) est une série de light novel japonaise écrite par Sarasa Nagase et illustrée par Mitsuya Fuji. Publiée à l'origine depuis 2019 sur le site de publication Shōsetsuka ni narō. Elle est acquise par Kadokawa Shoten qui la publie en série de volumes depuis mars 2020 en tant que série de light novel.
L'œuvre est adaptée en une série manga supervisée par Sarasa Nagase et dessinée par Anko Yuzu, prépubliée à partir de juillet 2020 et publiée en volumes reliés par l'éditeur Kadokawa Shoten. La version française est éditée par Meian à partir de février 2024.
Un anime produit par J.C.Staff est diffusé à la télévision japonaise d'octobre à décembre 2024.

## Synopsis
Jill, la fille du riche marquis de Savelle, a été trahie par son fiancé, Gerald der Kleitos, le prince héritier du royaume et est condamnée à mort à la suite de fausses accusations proférées. Alors que ses derniers instants arrivent, elle se retrouve six ans en l'arrière à une fête où justement le fameux prince lui avait fait sa demande de mariage. Ne voulant pas refaire la même erreur, elle désigne la première personne qu'elle croise comme étant la personne qu'elle veut épouser. En le regardant mieux, elle s'aperçoit qu'il s'agit du futur ennemi de son royaume, l'empereur Hadis Theos Ravae. Voyant qu'il est très différent que dans le futur, elle décide de lui donner une seconde chance.

## Personnages
Jill Savelle (ジル・サーヴェル, Jiru Sāveru)
Voix japonaise : Azumi Waki (ja) (Drama CD), Voix japonaise : Shu Uchida (ja) (Anime)
Hadis Theos Ravae (ハディス・テオス・ラーヴェ, Hadisu Teosu Rāve)
Voix japonaise : , voix française : Takuya Satō (ja) (Drama CD), Voix japonaise : Kikunosuke Toya (ja) (Anime)
Rave (ラーヴェ, Rāve)
Voix japonaise : Shiori Izawa
Camilla (カミラ, Kamira)
Voix japonaise : Mari Hino (ja)
Zeke (ジーク, Jīku)
Voix japonaise : Tatsumaru Tachibana (ja)
Gerald (ジェラルド, Jerarudo)
Voix japonaise : Shun'ichi Toki (ja)
Suphia (スフィア, Sufia)
Voix japonaise : Yuka Nukui (ja)
Feyris (フェイリス, Feirisu)
Voix japonaise : Ayumi Mano (ja)
Elentzia (エリンツィア, Erintsia)
Voix japonaise : Kaori Nazuka 
Risteard (リステアード, Risuteādo)
Voix japonaise : Makoto Furukawa (ja)

## Light novel
La série scénarisée par Sarasa Nagase, est publiée à l'origine depuis le 2 novembre 2019  sur le site de publication Shōsetsuka ni narō. Par la suite, elle est acquise par Kadokawa Shoten qui publie de nouveau la série avec les illustrations de Mitsuya Fuji en format papier depuis le 1er mars 2020 dans leur collection Kadokawa Beans Bunko. Depuis le 1er août 2025, 8 volumes et un volume histoires courtes sont publiés.

### Liste des volumes
| no | Japonais          | Japonais          |
| no | Date de sortie    | ISBN              |
| -- | ----------------- | ----------------- |
| 1  | 1er mars 2020     | 978-4-04-108963-7 |
| 2  | 1er octobre 2020  | 978-4-04-109848-6 |
| 3  | 27 février 2021   | 978-4-04-111135-2 |
| 4  | 1er avril 2022    | 978-4-04-112323-2 |
| 5  | 30 septembre 2022 | 978-4-04-112996-8 |
| 6  | 28 avril 2023     | 978-4-04-113651-5 |
| HC | 1er février 2024  | 978-4-04-114576-0 |
| 7  | 1er octobre 2024  | 978-4-04-115079-5 |
| 8  | 1er août 2025     | 978-4-04-116160-9 |

## Manga
Une adaptation en manga, illustrée par Anko Yuzu, est publiée dans le magazine Monthly Comp Ace de Kadokawa Shoten depuis le 27 juillet 2020. Un premier volume en format tankōbon est sorti le 26 octobre 2020; 8 volumes sont sortis depuis le 26 décembre 2024.
En France, le 24 janvier 2024, les éditions Meian annoncent la publication francophone de la série avec les deux premiers volumes le 20 février 2024.

### Liste des volumes
| no | Japonais          | Japonais          | Français        | Français          |
| no | Date de sortie    | ISBN              | Date de sortie  | ISBN              |
| -- | ----------------- | ----------------- | --------------- | ----------------- |
| 1  | 26 octobre 2020   | 978-4-04-110814-7 | 20 février 2024 | 978-2-38-503368-2 |
| 2  | 26 août 2021      | 978-4-04-111671-5 | 20 février 2024 | 978-2-38-503369-9 |
| 3  | 26 mars 2022      | 978-4-04-111800-9 | 18 juin 2024    | 978-2-38-503370-5 |
| 4  | 26 décembre 2022  | 978-4-04-113250-0 | 13 juin 2025    | 978-2-38503-371-2 |
| 5  | 25 juillet 2023   | 978-4-04-113897-7 |                 |                   |
| 6  | 26 janvier 2024   | 978-4-04-113899-1 |                 |                   |
| 7  | 25 juillet 2024   | 978-4-04-115220-1 |                 |                   |
| 8  | 26 décembre 2024  | 978-4-04-115599-8 |                 |                   |
| 9  | 24 septembre 2025 | 978-4-04-116481-5 |                 |                   |

## Anime
Une adaptation en anime est annoncée le 28 avril 2023,, révélée plus tard comme étant une série. La série est animée par le studio J.C.Staff et réalisée par by Kentarō Suzuki et Atsuo Ishino en tant que scénariste. Sana Komatsu s'occupe du design des personnages. La série est diffusée du 9 octobre au 25 décembre 2024 sur la chaîne japonaise AT-X et d'autres chaînes japonaises. Pour les pays francophones, la série est diffusée en simulcast sur la plateforme Crunchyroll.
Sajou no hana interprète le générique de début intitulé Awaku Kasuka (淡く微か) tandis que HaNaTan) (ja) interprète le générique de fin, intitulé Gradation.

### Liste des épisodes
| No | Titre français                                                      | Titre japonais                                                             | Titre japonais                                                                                 | Date de 1re diffusion |
| No | Titre français                                                      | Kanji                                                                      | Rōmaji                                                                                         | Date de 1re diffusion |
| -- | ------------------------------------------------------------------- | -------------------------------------------------------------------------- | ---------------------------------------------------------------------------------------------- | --------------------- |
| 1  | Pour éviter mon funeste sort, je me fiançai à mon ennemi juré       | 破滅ルートを避けようと思ったら、何故か最大の敵に求婚してました             | Hametsu rūto o sakeyou to omottara, nazeka saidai no teki ni kyūkon shitemashita               | 9 octobre 2024        |
| 2  | Je connais la tragédie à venir, aussi aimerais-je la prévenir       | これから起きる悲劇も既に知っていたので、どうにか回避したいと思います       | Korekara okiru higeki mo sudeni shitte itanode, dōnika kaihi shitai to omoimasu                | 16 octobre 2024       |
| 3  | La déesse de la guerre sait se dépêtrer du désespoir                | 絶望的状況でしたが軍神令嬢なので、物理で無双してやろうと思います           | Zetsubō-teki jōkyōdeshitaga gunshin reijōnanode, butsuri de musō shite yarou to omoimasu       | 23 octobre 2024       |
| 4  | Mon fiancé me séduit éhontément, comment l'envoyer sur les roses ?  | 婚約相手が本気で口説いてくるので、対処方法がとにかく分かりません           | Konyaku aite ga honki de kudoite kurunode, taisho hōhō ga tonikaku wakarimasen                 | 30 octobre 2024       |
| 5  | Essayer d'apprendre la vérité m'a valu une dispute et l'impuissance | 真実を知ろうとしたところ喧嘩になったので、私は何もできなくなりました       | Shinjitsu o shirou to shita tokoro kenka ni nattanode, watashi wa nani mo dekinaku narimashita | 6 novembre 2024       |
| 6  | Une femme veut s'approprier mon fiancé, je veux la tuer             | 婚約相手に近寄る輩がいたので、返り討ちにしてやりたいと思います             | Konyaku aite ni chikayoru tomogara ga itanode, kaeriuchi ni shiteyaritai to omoimasu           | 13 novembre 2024      |
| 7  | La vie tranquille me pèse, je m'engage chez les chevaliers-dragons  | スローライフ生活を終わらせたいので、竜騎士団始めることにしました           | Surō raifu seikatsu o owara setainode, ryū kishi-dan hajimeru koto ni shimashita               | 20 novembre 2024      |
| 8  | Les dragons me détestent, comment me rabibocher avec ?              | 竜妃の私が竜に嫌われてしまったので、どうにか仲良くなりたいと思います       | Ryū-hi no Wwatashi ga ryū ni kirawarete shimattanode, dōnika nakayoku naritai to omoimasu      | 27 novembre 2024      |
| 9  | Une scène de ménage avec ma fiancée peut en cacher une autre        | 婚約相手と修羅場になりかけましたが、やっぱり修羅場になりそうです           | Kon'yaku aite to shuraba ni nari kakemashitaga, yappari shuraba ni narisōdesu                  | 4 décembre 2024       |
| 10 | Nouvelle vie, nouvel échec et mat                                   | 人生やり直した結果、またもや人生詰みかけてしまいました                     | Jinsei yarinaoshita kekka, matamoya jinsei tsumi kakete shimaimashita                          | 11 décembre 2024      |
| 11 | Je ne peux supporter les calomnies de mon oncle par alliance        | 婚約相手の叔父が無茶苦茶すぎたので、もはや黙って見過ごすわけにはいきません | Konyaku Aite no Oji ga Muchakucha Sugitanode, Mohaya Damatte Misugosu Wake ni wa Ikimasen      | 18 décembre 2024      |
| 12 | Elle utilise sa deuxième chance pour conquérir l'empereur-dragon    | やり直し令嬢は竜帝陛下を攻略中                                             | Yarinaoshi Reijō wa Ryūtei Heika o Kōryaku-chū                                                 | 25 décembre 2024      |

### Annotations
1. ↑  Les titres français de l'adaptation en anime proviennent de Crunchyroll.

### Œuvres
Édition japonaise
Light novel
1. 1 2 3  (ja) « やり直し令嬢は竜帝陛下を攻略中 », sur Kadokawa Shoten (consulté le 25 décembre 2024)
2. 1 2 3  (ja) « やり直し令嬢は竜帝陛下を攻略中８ », sur Kadokawa Shoten (consulté le 8 juillet 2025)
3. 1 2  (ja) « やり直し令嬢は竜帝陛下を攻略中２ », sur Kadokawa Shoten (consulté le 25 décembre 2024)
4. 1 2  (ja) « やり直し令嬢は竜帝陛下を攻略中３ », sur Kadokawa Shoten (consulté le 25 décembre 2024)
5. 1 2  (ja) « やり直し令嬢は竜帝陛下を攻略中４ », sur Kadokawa Shoten (consulté le 25 décembre 2024)
6. 1 2  (ja) « やり直し令嬢は竜帝陛下を攻略中５ », sur Kadokawa Shoten (consulté le 25 décembre 2024)
7. 1 2  (ja) « やり直し令嬢は竜帝陛下を攻略中６ », sur Kadokawa Shoten (consulté le 25 décembre 2024)
8. 1 2  (ja) « やり直し令嬢は竜帝陛下を攻略中　業務日誌 », sur Kadokawa Shoten (consulté le 25 décembre 2024)
9. 1 2  (ja) « やり直し令嬢は竜帝陛下を攻略中７ », sur Kadokawa Shoten (consulté le 25 décembre 2024)

Manga
1. 1 2  (ja) « やり直し令嬢は竜帝陛下を攻略中 (1) », sur Kadokawa Shoten (consulté le 25 décembre 2024)
2. 1 2  (ja) « やり直し令嬢は竜帝陛下を攻略中 (2) », sur Kadokawa Shoten (consulté le 25 décembre 2024)
3. 1 2  (ja) « やり直し令嬢は竜帝陛下を攻略中 (3) », sur Kadokawa Shoten (consulté le 25 décembre 2024)
4. 1 2  (ja) « やり直し令嬢は竜帝陛下を攻略中 (4) », sur Kadokawa Shoten (consulté le 25 décembre 2024)
5. 1 2  (ja) « やり直し令嬢は竜帝陛下を攻略中 (5) », sur Kadokawa Shoten (consulté le 25 décembre 2024)
6. 1 2  (ja) « やり直し令嬢は竜帝陛下を攻略中 (6) », sur Kadokawa Shoten (consulté le 25 décembre 2024)
7. 1 2  (ja) « やり直し令嬢は竜帝陛下を攻略中 (7) », sur Kadokawa Shoten (consulté le 25 décembre 2024)
8. 1 2  (ja) « やり直し令嬢は竜帝陛下を攻略中 (8) », sur Kadokawa Shoten (consulté le 25 décembre 2024)
9. 1 2  (ja) « やり直し令嬢は竜帝陛下を攻略中 (9) », sur Kadokawa Shoten (consulté le 1er août 2025)

Édition française
Manga
1. 1 2  « The Do-Over Damsel Conquers the Dragon Emperor - Tome 01 », sur Meian (consulté le 25 décembre 2024)
2. 1 2  « The Do-Over Damsel Conquers the Dragon Emperor - Tome 02 », sur Meian (consulté le 25 décembre 2024)
3. 1 2  « The Do-Over Damsel Conquers the Dragon Emperor - Tome 03 », sur Meian (consulté le 25 décembre 2024)
4. 1 2  « The Do-Over Damsel Conquers the Dragon Emperor - Tome 04 », sur Meian (consulté le 16 août 2025)